# Neuilly-la-Forêt
Neuilly-la-Forêt ist eine Ortschaft im Bereich des französischen Kantons Trévières in der Normandie. Die vormals eigenständige Gemeinde auf 0–57 Metern über Meereshöhe war Mitglied des Gemeindeverbandes Communauté de communes Isigny Grandcamp Intercom. Sie grenzte im Norden an Isigny-sur-Mer, im Nordosten an Vouilly (Berührungspunkt) und Les Oubeaux, im Osten an Castilly, im Südosten an Lison, im Süden an Airel, im Südwesten an Saint-Fromond und im Westen an Montmartin-en-Graignes. Sie wurde mit Wirkung vom 1. Januar 2017 mit Castilly, Isigny-sur-Mer, Les Oubeaux und Vouilly zur Commune nouvelle Isigny-sur-Mer zusammengelegt und ist seither eine Commune déléguée.

## Bevölkerungsentwicklung
| Jahr | 1962 | 1968 | 1975 | 1982 | 1990 | 1999 | 2006 | 2013 |
| ---- | ---- | ---- | ---- | ---- | ---- | ---- | ---- | ---- |
| 704  | 675  | 564  | 505  | 481  | 444  | 469  | 464  | 461  |

## Sehenswürdigkeiten

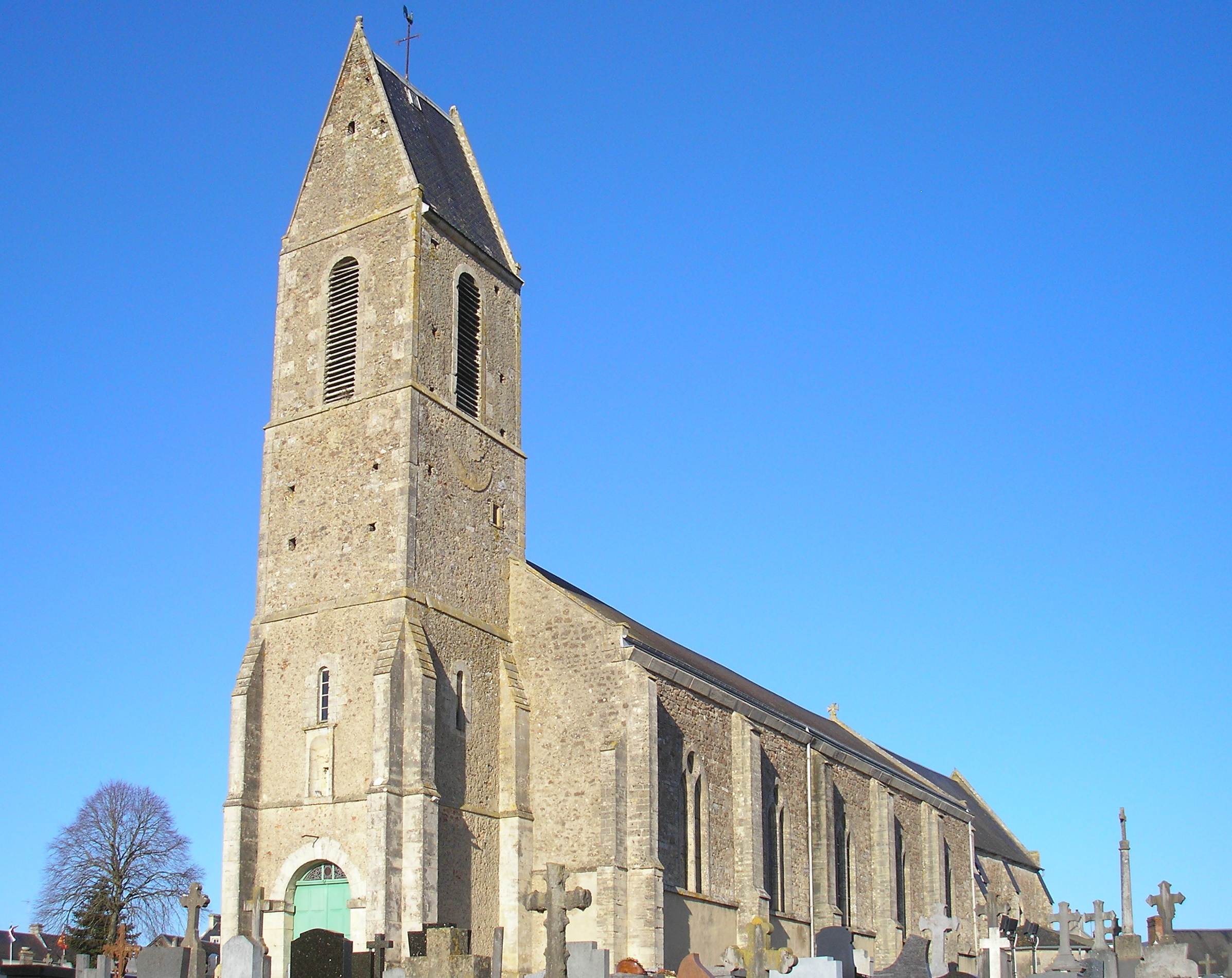
Kirche Notre-Dame-de-l’Assomption
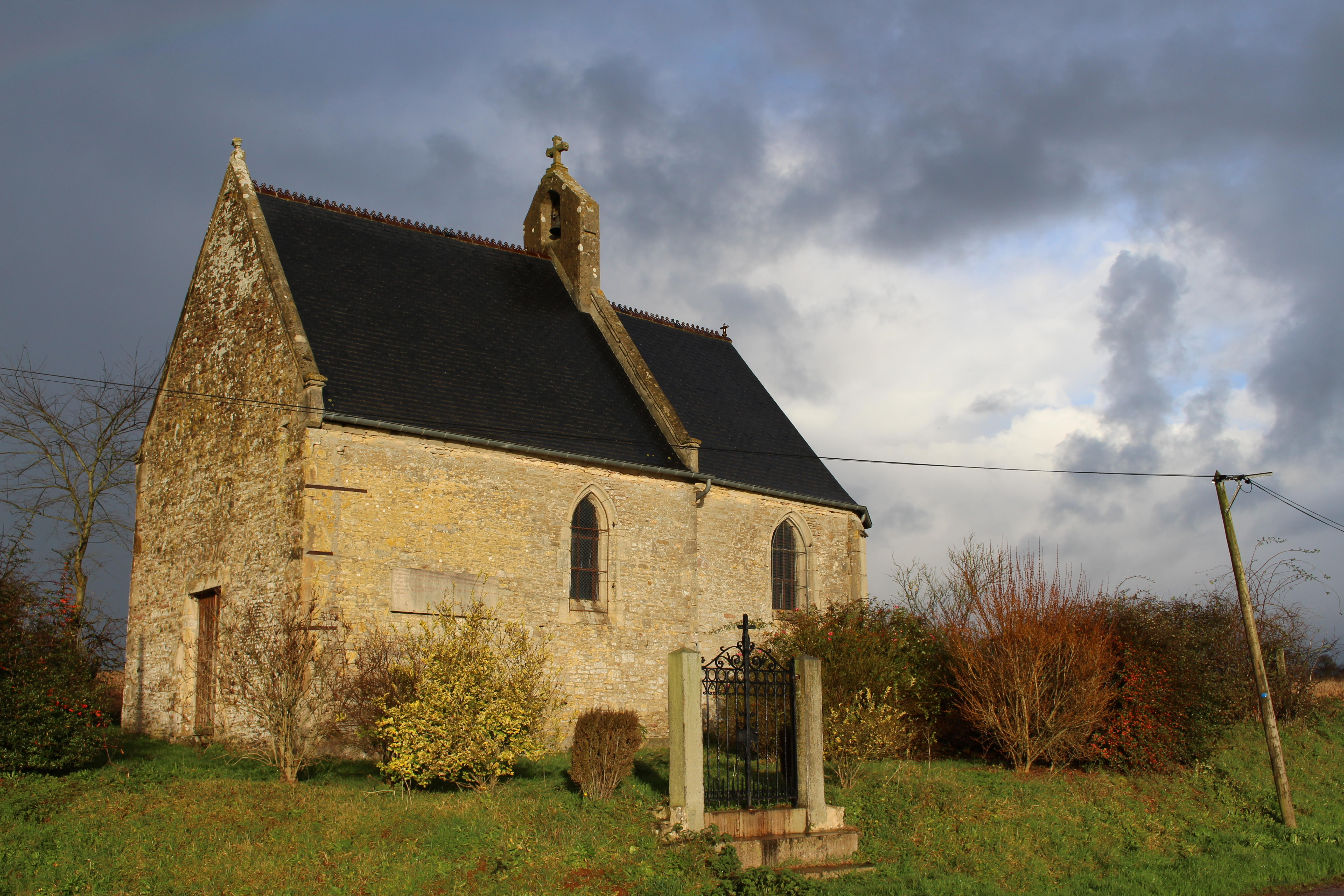
Kapelle Saint-Roch
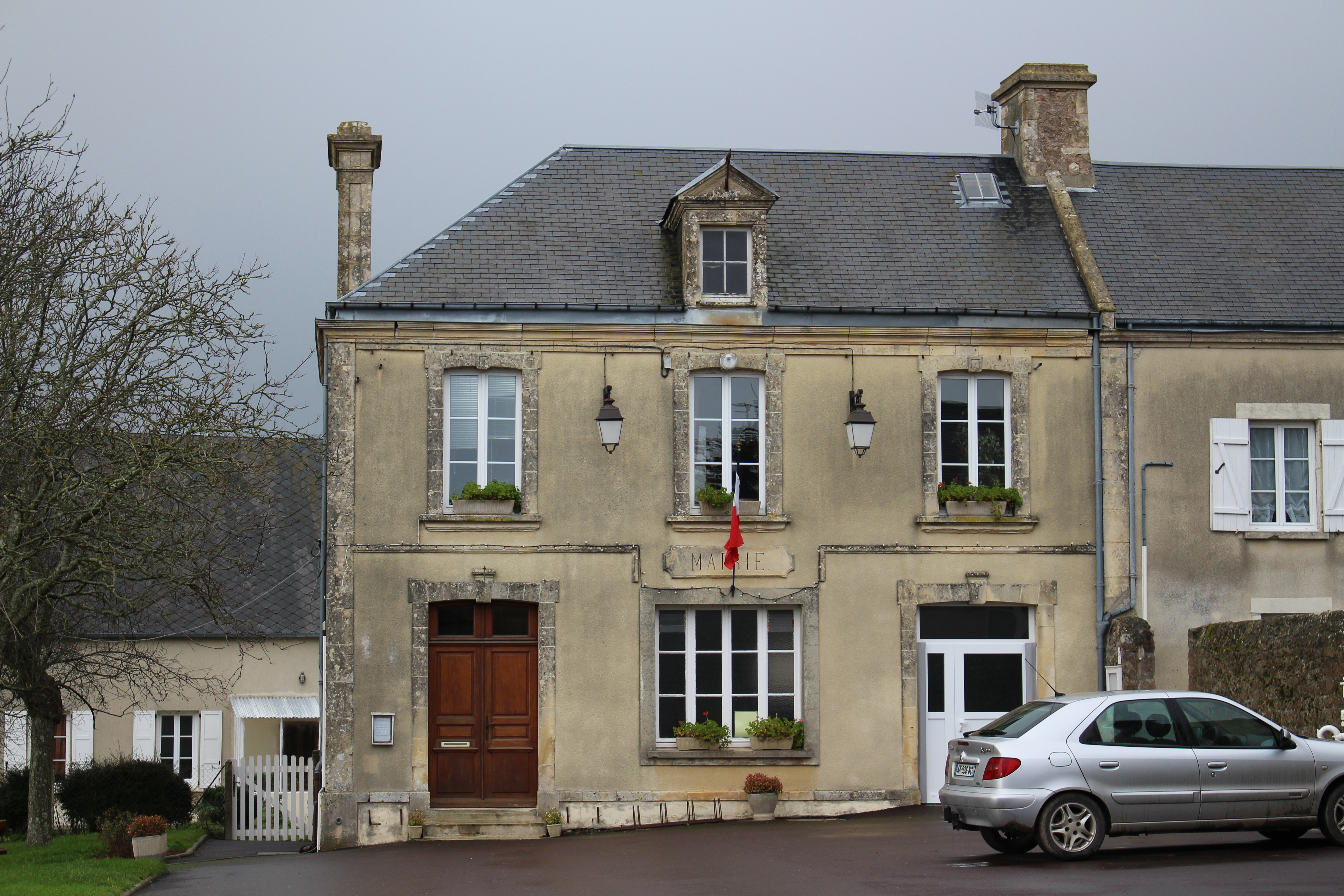
Ehemalige Mairie
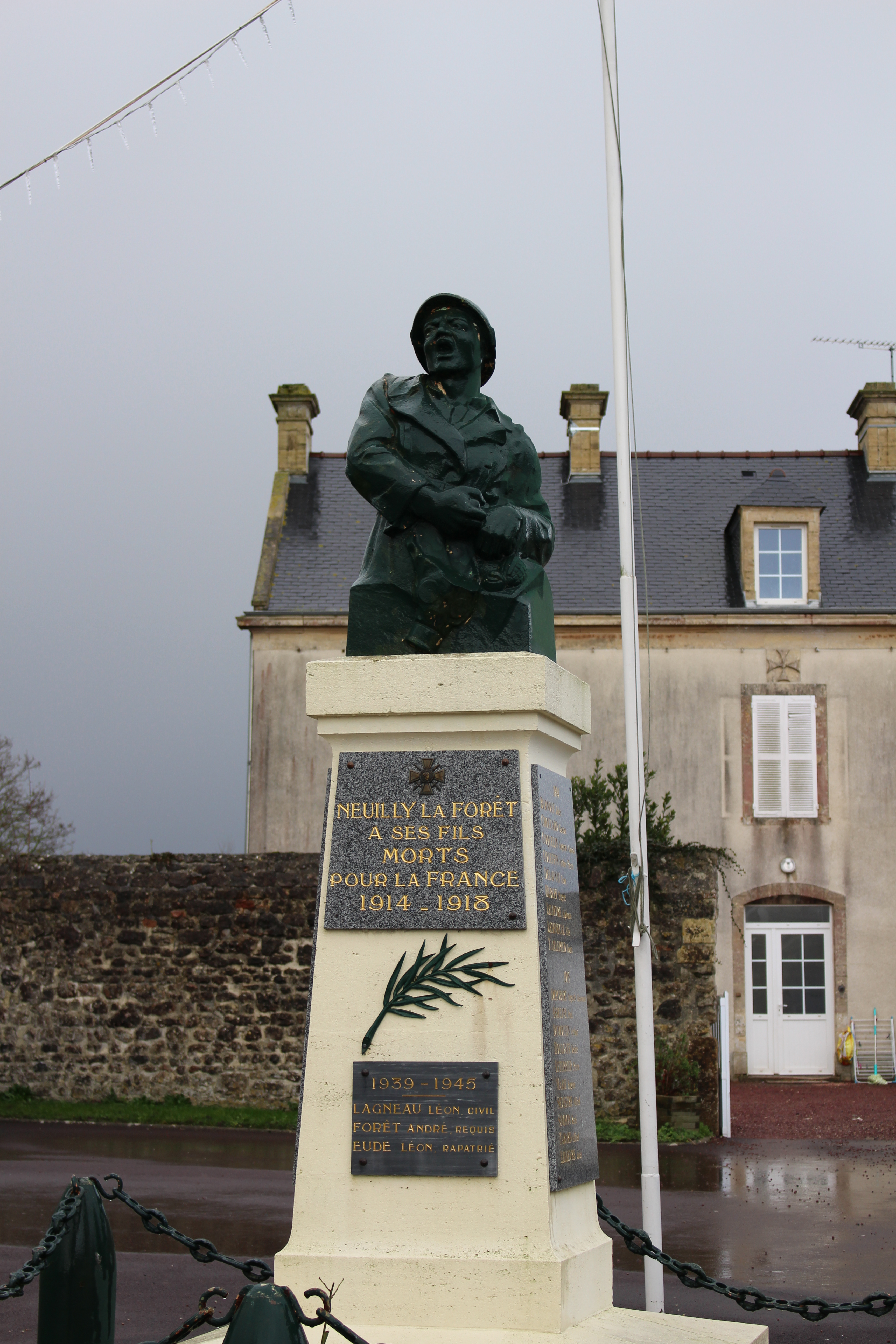
Kriegerdenkmal

- Kirche Notre-Dame-de-l’Assomption
- Kapelle Saint-Roch
- Ehemalige Mairie
- Kriegerdenkmal

## Infrastruktur
In Neuilly-la-Forêt befindet sich der Bahnhof Neuilly an der Bahnstrecke Mantes-la-Jolie–Cherbourg. Dort zweigt die Seitenlinie nach Isigny-sur-Mer ab.